# 加雷姆然·扎基亞諾夫
加雷姆然·扎基亞諾夫（羅馬化：Ğalymjan Badıljanūly Jaqiianov；1963年5月8日—）是哈薩克商人和政治家。他在哈薩克擁有多家公司，曾擔任塞米巴拉金斯克州和巴甫洛達爾州的州長。2002年至2006年，他因濫用職權罪入獄。

## 早年生活及事業
扎基亞諾夫1963年出生在奎甘。他於1986年畢業於莫斯科鮑曼莫斯科國立技術大學，獲得機械工程學位。扎基亞諾夫曾在一家蘇聯軍事工廠擔任經理。就在蘇聯解體之前，他與其他合夥人開始在哈薩克經營一家煤炭和自然資源公司。

## 政治生涯
1994年，扎基亞諾夫被任命為剛剛獨立的哈薩克塞米巴拉金斯克州州長。從1997年到2001年底，他擔任巴甫洛達爾州的州長。
2001年，扎基亞諾夫與副總理奧拉茲·占多索夫、前工業部長穆赫塔尔·阿布利亚佐夫、俄羅斯聯邦國民銀行行長努爾詹·蘇漢別爾丁、哈薩克議會議員托倫·托赫塔西諾夫等共和國的高級政要和商人共同創立並在後來在獄中被選為哈薩克民主選擇主席。這是一場倡導哈薩克民主改革的政治運動，包括多黨政治競選、自由和公開的選舉，以及獨立的媒體和司法機構。哈薩克民主選擇反對總統努尔苏丹·纳扎尔巴耶夫的威權政治，作為反對其政權的組織者，扎基亞諾夫及其支持者因其政治信念而受到鎮壓。
2002年，扎基亞諾夫因濫用職權被捕，被判處七年徒刑。許多國際人權組織和政府，包括美國和歐盟的政府，宣布對扎基亞諾夫的指控具有政治動機，将他视作政治犯。他於2006年出獄。

## 商業
1990年，他與未來的總理阿克然·卡熱格爾金联手创办了Semey Corp.並成為其總裁。
2008年，他在中國和蒙古開展了與煤炭和鐵礦石開採相關的新業務。扎基亞諾夫現在是兩家公司的董事長：MECAP Ltd.和ALGT Ltd.。

## 外部連結
- The Democratic Choice of Kazakhstan: A Case Study in Economic Liberalization, Intraelite Cleavage, and Political Opposition （英文）